# Magda Vidos
Magdolna „Magda” Vidos, później Paulányi (ur. 19 czerwca 1945 w Budapeszcie, zm. 14 stycznia 2024) – węgierska lekkoatletka, która specjalizowała się w rzucie oszczepem.
W 1972 roku uczestniczyła w igrzyskach olimpijskich. Druga zawodniczka mistrzostw Europy (1969) oraz wicemistrzyni uniwersjady (1970). Medalistka mistrzostw kraju oraz reprezentantka Węgier. Rekord życiowy: 60,06 (1972).

## Osiągnięcia
| Rok  | Impreza                 | Miejsce   | Lokata      | Wynik |
| ---- | ----------------------- | --------- | ----------- | ----- |
| 1969 | Mistrzostwa Europy      | Ateny     | 2. miejsce  | 58,80 |
| 1970 | Półfinał pucharu Europy | Herford   | 1. miejsce  | 55,74 |
| 1970 | Uniwersjada             | Turyn     | 2. miejsce  | 50,60 |
| 1972 | Igrzyska olimpijskie    | Monachium | 11. miejsce | 52,36 |